# 炎のデス・ポリス
『炎のデス・ポリス』（ほのおのデスポリス、Copshop）は、2021年のアメリカ合衆国のアクションスリラー映画。
カート・マクラウドとマーク・ウィリアムズの原案をもとにジョー・カーナハンとマクラウドが脚本を執筆し、カーナハンが監督を務めた。
出演はジェラルド・バトラーとフランク・グリロなど。
砂漠の小さな警察署が戦場と化す一夜限りの密室サバイバル・バトル。
撮影は2020年10月から11月までジョージア州とニューメキシコ州で行われ、米国ではオープン・ロード・フィルムズの配給によって公開された。

## ストーリー
詐欺師のテディはマフィアのボスを騙して命を狙われていた。追っ手から逃れる為に故意に暴力事件を起こし、ネバダ州の人里離れた砂漠に建つガンクリーク警察署の拘置所に収監されるテディ。
テディの向かいの牢に放り込まれる泥酔者のボブ。彼はマフィアが放ったプロの殺し屋だったが、ずる賢いテディはその正体を見抜いていた。
有能な新人女性警察官のヴァレリーは、何者かが囚人に関する書類を盗み見た事に気づいた。マフィアはすでに警官を買収していたのだ。深夜の署内で、サイコパスの殺し屋ラムによって皆殺しにされる夜勤の警官たち。
腹部に被弾しながら、拘置所に立て籠もるヴァレリー。出血が酷く身動きが取れないヴァレリーを残して牢を出たテディとボブは、銃を取り、脱出のために裏切り者の警官や残忍な殺し屋ラムに向かって行った。
アドレナリンの注射を打って活力が戻り、ボブと共に戦うヴァレリー。敵を一掃した後にテディと対峙したボブは、彼を射殺して殺し屋としての使命を果たした。
無線で警官隊を呼んだというヴァレリーを残し、一人で逃亡するボブ。救急車で運ばれながら手当てを受けたヴァレリーは、車内無線から聞こえたボブの逃走経路を知ると、直ちに逮捕に向かった。

## キャスト
※括弧内は日本語吹替。
- ボブ・ヴィディック: ジェラルド・バトラー（宮内敦士） - プロの殺し屋。
- テディ・マレット: フランク・グリロ（水内清光） - 詐欺師。フィクサー。
- ヴァレリー・ヤング: アレクシス・ラウダー（英語版）（國府咲月） - 新人女性警官。
- アンソニー・ラム: トビー・ハス（多田野曜平） - サイコパスの殺し屋。
- デュアン・ミッチェル: チャド・コールマン - 警察署長。
- フーバー: ライアン・オナン（英語版） - 汚職警官。
- ペーニャ: ホセ・パブロ・カンティーロ（英語版） - 警官。
- バーンズ: カイウィ・ライマン＝メルロー（英語版） - 警官。
- キンボール: ロバート・ウォーカー＝ブランショー - 警官。
- ディーナ・シアー: トレイシー・ボナー - 刑事。
- ルビー: クリストファー・マイケル・ホリー（英語版） - 警官。
- ブラッド: マーシャル・クック
- 州警察官: キース・ジャーディン

## 製作

### 企画とキャスティング
2020年9月、ジェラルド・バトラーとフランク・グリロが、ジョー・カーナハン監督のアクションスリラー映画『炎のデス・ポリス』に出演することが発表された。脚本は、カート・マクラウドとマーク・ウィリアムズの原案にもとづいて、マクラウドによって書かれた。カナダのアルバータ州エドモントンでファイナンシャルアドバイザーとして働いているマクラウドにとって、初めて書き上げた脚本でもある。最新の草稿はカーナハンによって書かれた。この映画は、ウィリアムズとタイ・ダンカンがZero Gravity Managementを通じて、ウォーレン・ゴズとエリック・ゴールドがSculptor Mediaを通じて、バトラーとアラン・シーゲルがG-BASE Productionsを通じて、カーナハンとグリロがWar Party Filmsを通じて制作に関与した。
2020年10月、アレクシス・ラウダーが3番目の主役として出演が決定し、その月の後半、ライアン・オナン、カイウィ・ライマン＝メルロー、トビー・ハスがキャストに名を連ねた。

### 撮影
主な撮影は、ジョージア州アトランタのブラックホールスタジオで2020年10月に始まった。撮影はニューメキシコ州アルバカーキでも行われた。同年10月2日、パンデミックが拡大中に3人の撮影クルーがCOVID-19の陽性反応を示したため、撮影は一時中断されたが、撮影は10月5日までに再開され 、11月20日には終了した。

## 公開
『炎のデス・ポリス』は、オープン・ロード・フィルムズによって米国で公開予定。国際配給権はSTXインターナショナルによって扱われており、STXインターナショナルは英国とアイルランドでも配給公開した。

## 作品の評価
Rotten Tomatoesによれば、108件の評論のうち高評価は81%にあたる88件で、平均点は10点満点中6.5点、批評家の一致した見解は「このジャンルに新しい要素を加えることは多くないが、昔ながらのスリラーを楽しみたい気分のアクションファンなら『炎のデス・ポリス』が売っているものを喜んで買うだろう。」となっている。
Metacriticによれば、22件の評論のうち、高評価は10件、賛否混在は10件、低評価は2件で、平均点は100点満点中61点となっている。